# Paisjusz (Larendzakis)
Paisjusz, imię świeckie Dimitrios Larendzakis (ur. 1978 w Heraklionie) – grecki duchowny prawosławny w jurysdykcji Patriarchatu Konstantynopolitańskiego, biskup pomocniczy metropolii Austrii i egzarchatu Węgier.

## Życiorys
W 1998 r. złożył wieczyste śluby mnisze i przyjął święcenia diakońskie. W 2000 r. został wyświęcony na kapłana oraz uzyskał godność archimandryty. W latach 2015–2016 usługiwał w Patriarchacie Aleksandryjskim. W 2016 r. został protosinglem metropolii Austrii i egzarchatu Węgier. 29 sierpnia 2018 r. wybrany biskupem pomocniczym tejże administratury, z tytułem biskupa Apamei. Chirotonia odbyła się 20 października 2018 r. w soborze Świętej Trójcy w Wiedniu.
Hierarcha rezyduje w Budapeszcie, skąd zarządza węgierską częścią administratury (egzarchatem).